# أيكون برودكشن
أيكون برودكشن (بالإنجليزية: Icon Productions)‏ ، هي شركة أمريكية لصناعة الأفلام الأمريكية، أسست سنة 1989م.

## وصلات خارجية
- أيكون برودكشن على موقع IMDb (الإنجليزية)
- أيكون برودكشن على موقع IMDb (الإنجليزية)

- Icon Productions Official site
- أيكون برودكشن في قاعدة بيانات الأفلام على الإنترنت
- أيكون برودكشن في قاعدة بيانات الأفلام على الإنترنت
- Dendy Cinemas Official site